# Howard Bingham
Howard Bingham (ur. 29 maja 1939, zm. 15 grudnia 2016) – amerykański fotograf i biograf. Autor licznych fotografii przedstawiających boksera Muhammada Alego.

## Życiorys
Pochodził ze stanu Missisipi, w dzieciństwie przeprowadził się do Los Angeles. Zdobył zaufanie działaczy Partii Czarnych Panter, dzięki czemu mógł fotografować ich zapasy broni oraz samych członków ugrupowania. W 1967 roku wykonał fotografie z zamieszek w Detroit.
W 1962 roku zaczął pracować jako fotograf dla czasopisma „Los Angeles Sentinel”, przeznaczonego dla społeczności afroamerykańskiej; relacjonował jedną z walk Muhammada Alego, jeszcze w tym samym roku Bingham zaprzyjaźnił się ze sportowcem. Wykonał liczne fotografie przedstawiające Alego podczas wydarzeń sportowych, jak i te ukazujące jego życie prywatne. Między innymi dokumentował jego podróże po Afryce, a w 1996 roku sfotografował go podczas przygotowań do zapalenia znicza w ramach Letnich Igrzysk Olimpijskich w Atlancie.
Autor biografii Muhammad Ali: A Thirty-Year Journey z 1993 roku.

## Życie prywatne
Miał sześciorga młodszego rodzeństwa. Żonaty z Carolyn, z którą miał dwóch synów: Damona i Dustina.